# 讓王子 (盧森堡)
盧森堡的讓王子（1957年5月15日—），盧森堡大公讓的次子，現任大公亨利的弟弟。目前為Mea Aqua公司主席，前蘇伊士環境集團子公司德格雷蒙執行委員會成員。

## 家庭
1987年，讓與海倫·蘇珊娜·維斯特（Hélène Suzanna Vestur）結婚，兩人於2004年離婚，讓王子的女兒和三個兒子最初沒有任何頭銜，但他們於1995年被提升為拿騷伯爵/伯爵夫人，並最終於2004年被伯父亨利大公授予拿騷王子和公主的頭銜，兩人共有3子1女：
1. 瑪麗-加布里埃爾（Marie-Gabrielle，1986年出生）
2. 康斯坦丁（Constantin，1988年出生）
3. 溫塞斯拉（Wenceslas，1990年出生）
4. 卡爾-約翰（Carl-Johann，1992年出生）

2009年3月18日，讓王子在魯爾蒙德舉行的民事儀式上與黛安·德·蓋爾再婚。黛安是比利時貴族克勞德·加斯頓·德·蓋爾將軍和德國女伯爵尤金妮·沃爾夫-梅特涅·祖爾·格拉赫特的女兒。黛安根據盧森堡大公宮廷法被授予“拿騷伯爵夫人”頭銜。